# Eugeniusz Czerwiński
Eugeniusz Karol Czerwiński (ur. 7 października 1887 we Lwowie, zm. 22 lutego 1930 tamże) – polski architekt, profesor Politechniki Lwowskiej.

## Życiorys
Studiował architekturę na Politechnice Lwowskiej. Już w czasie studiów w roku 1909 rozpoczął pracę zawodową.
Po ukończeniu studiów w latach 1911–1914 Eugeniusz Czerwiński pracował jako asystent w katedrze budownictwa użytkowego. W latach 1921–1930 zajmował się pracą pedagogiczną na Politechnice Lwowskiej.
Pierwszym sukcesem zawodowym był w roku 1922 udział (z Marianem Nikodemowiczem) w konkursie na projekt obiektów Sejmu Śląskiego i Województwa Śląskiego w Katowicach.
Wraz z architektem Alfredem Zachariewiczem zaprojektował odbudowę uszkodzonego w roku 1918 gmachu Poczty Głównej we Lwowie. W latach 1921–1924 w tym samym zespole autorskim wzniósł pawilony wystawowe lwowskich Targów Wschodnich. W roku 1924 zrealizował projekt budynku administracyjnego cukrowni „Chodorów”. Zbudował też okrągły pawilon wystawowy fabryki fajansu „Pacyków”. Dla urzędników Pocztowej Kasy Oszczędności zbudował dom o 64 mieszkaniach przy ulicy Piłudskiego (obecnie Iwana Franki) 23 we Lwowie. Dla studentów Politechniki Lwowskiej wzniósł w latach 1926–1927 II Dom Techników przy ulicy Abrahamowiczów (obecnie Boya-Żeleńskiego).
W latach 1926–1929 Czerwiński zrealizował hotel-pensjonat „Lwigród” w Krynicy.
Realizacje z lat dwudziestych utrzymane są w stylu klasycyzującego art déco. W ostatnich latach życia Eugeniusz Czerwiński zaczął projektować w stylu funkcjonalizmu. Przedwczesny zgon uniemożliwił mu realizację dalszych projektów.
Pochowany na cmentarzu Łyczakowskim.